# جون ثرون هولست
جون ثرون هولست هو شخصية أعمال وسياسي نرويجي، ولد في 7 فبراير 1868 في تروندهايم في النرويج، وتوفي في 13 فبراير 1946 في أوسلو في النرويج. نشط حزبياً في Free-minded Liberal Party ‏. وقد انتخب عضو برلمان النرويج ‏ عن دائرة  خلال فترته النيابية ‏ (1910 – 1912).